# Côte-Sainte-Catherine (Metro Montreal)

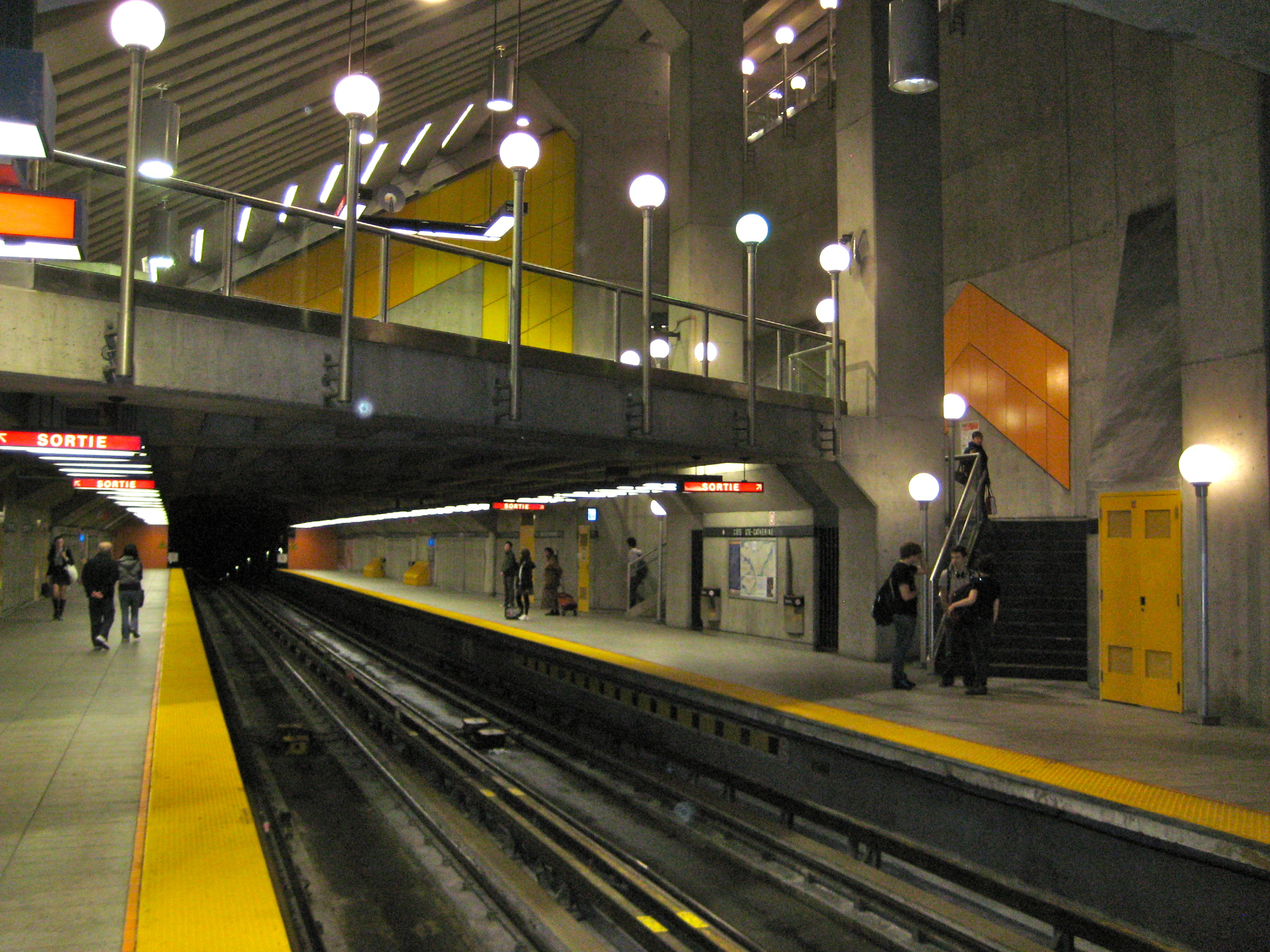
Blick auf die Bahnsteige

Côte-Sainte-Catherine ist eine U-Bahn-Station in Montreal. Sie befindet sich im Arrondissement Côte-des-Neiges–Notre-Dame-de-Grâce an der Kreuzung von Chemin de la Côte-Sainte-Catherine und Avenue Victoria. Hier verkehren Züge der orangen Linie 2. Im Jahr 2019 nutzten 2.404.527 Fahrgäste die Station, was dem 49. Rang unter den insgesamt 68 Stationen der Metro Montreal entspricht.

## Bauwerk
Die von Gilbert Sauvé entworfene Station entstand als Tunnelbahnhof, wobei der zentrale Teil in offener Bauweise ausgeführt wurde. Die große und geräumige Halle, in dem sich auch die Verteilerebene befindet, besitzt eine schräge Decke, was die Form eines Dreiecks ergibt. Die Wände sind orange, grün und gelb bemalt. Der Eingangspavillon aus Glas und Stahl nimmt Bezug auf die Dreiecksformen der Zentralhalle.
In 17,7 Metern Tiefe befindet sich die Bahnsteigebene mit zwei Seitenbahnsteigen. Die Entfernungen zu den benachbarten Stationen, jeweils von Stationsende zu Stationsanfang gemessen, betragen 451,10 Meter bis Plamondon und 693,00 Meter bis Snowdon. Es bestehen Anschlüsse zu vier Buslinien und zwei Nachtbuslinien der Société de transport de Montréal. In der Nähe befinden sich das Centre commémoratif de l’Holocauste à Montréal und die Veranstaltungshalle Centre Segal des arts de la scène.

## Kunst
Architekt Gilbert Sauvé nahm auch die künstlerische Gestaltung der Station vor. Die Wände der beiden Bahnsteige sind mit einem Relief geschmückt, bestehende aus zickzackförmigen Betonpaneelen. Je näher sich diese zu den Treppen befinden, desto schmaler werden sie. Auf diese Weise entsteht der visuelle Eindruck von Beschleunigung.

## Geschichte
Die Eröffnung der Station erfolgte am 4. Januar 1982, zusammen mit dem kurzen Teilstück von Snowdon her. Knapp ein halbes Jahr lang war Côte-Sainte-Catherine die westliche Endstation der orangen Linie, bis diese am 29. Juni 1982 nach Plamondon verlängert wurde. Namensgeber ist der Chemin de la Côte-Sainte-Catherine, benannt nach der Heiligen Katharina von Alexandrien. Die Straße führt nach Outremont, das im 18. Jahrhundert noch Côte-Sainte-Catherine hieß.